# Kayden Carter
Allysa Lyn Lane (ur. 20 maja 1988) – amerykańska wrestlerka. Najbardziej znana jest z występów w WWE, gdzie występowała pod pseudonimem Kayden Carter. Jest jednokrotną mistrzynią NXT Women’s Tag Team wraz z Kataną Chance.

## Kariera wrestlerska

### Wczesna kariera (2016–2018)
Lane zapisała się do Team 3D Academy w 2016 roku i regularnie walczyła w wielu różnych niezależnych federacjach na Florydzie. Jej pierwszym publiczną walką była wygrana przeciwko Trish Adorze w federacji Go Wrestle w Daytona Beach w sierpniu 2016. Lane miała próbę w WWE Performance Center w lutym 2017, po czym zaproponowano jej kontrakt rozwojowy. Jednak badanie fizykalne wykazało zapalenie stawów w jej kolanie i umowa została unieważniona. Lane spędziła cztery miesiące na rehabilitacji kolana, a w listopadzie 2017 roku dołączyła do The Crash Lucha Libre w Tijuanie w Kalifornii Dolnnej w Meksyku, ostatecznie wygrywając mistrzostwo kobiet od Keyry 20 stycznia 2018 roku. Utrzymała tytuł przez 175 dni, zanim straciła go na rzecz Tessy Blanchard w Triple Threat matchu, w którym uczestniczyła również Santana Garrett 14 lipca 2018 roku.

### WWE (2018–obecnie)

#### Wczesne lata (2018–2020)
Po przejściu drugiego badania, Lane podpisała kontrakt z WWE w lipcu 2018 roku. Lane wzięła udział w tegorocznym Mae Young Classic, pokonując Vanessę Kraven w pierwszej rundzie i Taynarę Conti w drugiej rundzie, zanim została pokonana przez Meiko Satomurę w ćwierćfinale. We wrześniu 2019 roku pseudonim Lane został zmieniony na Kayden Carter. 29 stycznia 2020 roku na odcinku NXT Carter odniosła swoje pierwsze zwycięstwo w telewizji, pokonując Chelsea Green. Została pokonana w ich rewanżu 19 lutego na odcinku NXT.

#### Współpraca z Kataną Chance (2020–2025)
Carter i Katana Chance (wtedy pod pseudominem Kacy Catanzaro) po raz pierwszy połączyły siły w telewizji na żywo podczas odcinka NXT z 24 czerwca 2020, przegrywając z Dakotą Kai i Raquel González. Przedtem zwykle współpracowały ze sobą podczas nieemitowanych pokazów house show. Swoje pierwsze wspólne zwycięstwo odniosły nad Indi Hartwell i Jessi Kameą podczas wydarzenia ThunderDome Beta, zorganizowanego w celu przeprowadzenia testów grafik głównych gwiazd WWE, które mieli szansę wykorzystać występujący zawodnicy NXT podczas swoich wejść, a swoje pierwsze zwycięstwo jako tag team w telewizji odniosły 16 września 2020 na odcinku NXT, pokonując Indi Hartwell i Xię Li. Na początku 2021 wzięły udział w inauguracyjnym turnieju Dusty Rhodes Tag Team Classic dla kobiet, zwyciężając Mercedes Martinez i Toni Storm w rundzie pierwszej. Zostały jednak wyeliminowane z konkurencji w rundzie półfinałowej przez ostateczne zwyciężczynie, Dakotę Kai i Raquel González. Rok później podjęły się zmagań w kolejnej edycji turnieju, awansując do półfinałów poprzez zwycięstwo nad Ivy Nile i Tatum Paxley. Przegrały jednak z Io Shirai i Kay Lee Ray w półfinałach. Na NXT In Your House podjęły nieudanej próby zdobycia NXT Women’s Tag Team Championship z rąk Gigi Dolin i Jacy Jayne, reprezentantek grupy Toxic Attraction.
2 sierpnia 2022 podczas NXT uczestniczyły w walce eliminacyjnej z udziałem czterech drużyn, mającej na celu wyłonić nowe posiadaczki NXT Women’s Tag Team Championship. Walkę wygrały, zdobywając swój pierwszy tytuł mistrzowski w WWE. Na Worlds Collide obroniły wyróżnienie przeciwko Nikki A.S.H. i Doudrop. Utrzymały tytuł w kolejnych dwóch starciach z Nikkitą Lyons i Zoey Stark. Po 186 dniach panowania straciły mistrzostwo na rzecz Fallon Henley i Kiany James po przegranej na NXT Vengeance Day. Ich panowanie jest najdłuższym w chronologii mistrzostwa oraz jest uznawane za najdłuższe panowanie w historii mistrzostw tag team kobiet WWE od czasów lat 80. XX wieku. 
Niedługo po utracie mistrzostw, Chance i Carter zostały powołane do brandu Raw w ramach Draftu. W swojej debiutanckiej walce na Raw, Chance i Carter zmierzyły się z posiadaczkami WWE Women’s Tag Team Championship Rondą Rousey i Shayną Baszler, przegrywając. Dwa tygodnie później pokonały Chelsea Green i Sonyę Deville, co było ich pierwszym zwycięstwem po przeniesieniu do głównego rosteru.

## Mistrzostwa i osiągnięcia
- The Crash Lucha Libre
  - The Crash Women’s Championship (1 raz)

- WWE
  - NXT Women’s Tag Team Championship (1 raz)[27]